# Se non avessi più te
Pour plus de détails, voir Fiche technique et Distribution.
Se non avessi più te est un film  musicarello italien sorti en 1965 et réalisé par Ettore Maria Fizzarotti .
Il est inspiré de la chanson du même nom interprétée par Gianni Morandi, qui joue également le personnage principal. Pendant le film, Morandi chante plusieurs de ses chansons à succès.
Après In ginocchio da te (À genoux devant toi) et Non son degno di te (Je ne suis pas digne de toi), le film conclut la trilogie.

## Synopsis
À Naples, Gianni Traimonti et Carla préparent leur mariage alors que le service militaire de Gianni touche à sa fin.
Cependant, une clause du contrat lui impose le célibat car la maison de disques est convaincue que le mariage peut faire baisser le consensus parmi les fans. Les deux jeunes gens se marient donc en secret. Gianni est immédiatement appelé pour une tournée en Italie et sa femme le suit en cachette.
Carla tombe enceinte et est contrainte de rentrer chez elle, aidée par ses parents, tandis que son mari part en tournée en Europe. Le bébé naît en secret, Gianni se précipite de Paris pour le voir avant de partir pour l'Espagne le lendemain. Lors d'une escale, une jeune héritière tombe amoureuse de Gianni.
Après quelques malentendus, le dernier soir d'un festival, Gianni annonce à tous les fans qu'il est marié et qu'il est père d'un enfant.

## Notice technique
- Titre : Se non avessi più te
- Réalisation :	Ettore Maria Fizzarotti
- Scénario : Bruno Corbucci et Giovanni Grimaldi
- Producteur : Gilberto Carbone
- Maison de production :	Mondial Te. Fi.
- Distribution :	Titanus
- Photographie :	Stelvio Massi
- Montage : Franco Fraticelli
- Musique : Ennio Morricone
- Décor : Carlo Leva
- Costumes : Rosalba Menichelli
- Donnée technique : B/N
- Genre : comédie, musical
- Langue : Italien
- Pays de production : Italie
- Année : 1965
- Durée : 95 min

## Distribution
- Gianni Morandi : Gianni Traimonti
- Laura Efrikian : Carla Todisco
- Anna-Maria Polani : Isabel de Villalba
- Nino Taranto : Antonio Todisco
- Gino Bramieri : Gino Traimonti
- Dolores Palumbo : Santina Todisco
- Raffaele Pisu : Raffaele Traimonti
- Enrico Viarisio : le colonel
- Aroldo Tieri : Neris
- Vittorio Congia : Nando Tazza
- Stelvio Rosi : Giorgio
- Nino Terzo : La Bennola
- Dino Mele : Ciccio
- Carlo Taranto : Sgt. Scannapieco
- Daniele Vargas : directeur d'hôtel à Barcelone